# Coscu
Martín Pérez Disalvo (La Plata, 3 de agosto de 1991), conocido artísticamente como Coscu, es un streamer y youtuber argentino. Cuenta con más de 3.8 millones de seguidores en Twitch.y con más de 540 mil seguidores en Kick. En YouTube tiene más de 4.8 millones de suscriptores y más de 1.57 mil millones de visualizaciones.
Es el fundador y líder de la Coscu Army, una comunidad hispanohablante de jugadores de esports y streamers de Argentina. Es el creador y presentador del evento Coscu Army Awards, que se encarga de premiar a los usuarios más destacados de Twitch en Argentina durante el año. En 2020 obtuvo el récord de ser la transmisión más vista de Latinoamérica con un pico de 425,659 personas mirando en simultáneo y se mantiene entre las diez más vistas en la historia de la plataformahasta el momento.
Actualmente, transmite por la plataforma Kick desde abril de 2024.

## Biografía
Nació el 3 de agosto de 1991 en La Plata, Argentina. Tras cursar la escuela primaria y secundaria en la Escuela Normal Nacional n.º 1 Mary O. Graham, estudió Informática en la Universidad de La Plata, mientras ejerció otros trabajos como coordinador de viajes de egresados y como RR.PP en el verano. Durante esta época, se enteró de que su padre tenía alzheimer, por lo que incursionó en el videojuego competitivo League of Legends como una manera de distracción. Entre sus años jugando, llegó a competir para el equipo profesional Caribbean Union Gaming de Centroamérica, pero no pudo seguir debido al divorcio de sus padres y sus constantes problemas familiares. Además tuvo una corta trayectoria como bajista y vocalista de la banda de indie-pop Looking Up hasta su marcha para dedicarse por completo al streaming.

## Carrera

### Inicios
Durante su trayectoria profesional en League of Legends, conoció a otro jugador llamado Sm1nt, que hacía transmisiones en vivo para Twitch de sus partidas en el juego. Pérez Disalvo participó en varias transmisiones jugando junto a Sm1nt hasta que este lo impulsó para que él empiece a transmitir también.
El 26 de septiembre de 2012 Martín creó su canal de Twitch bajo el nombre de Shacoscu (una combinación entre el nombre de su perro, el símbolo de su canal, y un personaje de League of Legends). Durante cuatro años se destacó como uno de los streamers más importantes en Argentina del videojuego.

### 2016–2019: Cambio de contenido y popularidad
Alrededor de 2016 cambió su contenido basado enteramente en partidas de League of Legends por IRL, una categoría en Twitch donde el transmisor cuenta de forma ordinaria anécdotas y secuencias de su vida, además de charlar junto a sus seguidores. En su canal contó con la colaboración de artistas emergentes de la escena del trap y freestyle, como Lit Killah, Duki, Wos, Ecko, entre otros, también fue jurado en una fecha del Quinto Escalón. También se le atribuye la popularización de varios neologismos que utiliza de forma ocurrente en sus streams, y que pasaron a formar parte de la jerga ordinaria de los adolescentes en Latinoamérica, explicados por la Real Academia Española.
En 2018, Coscu se volvió embajador oficial de Nike en Argentina. Ese mismo año la Coscu Army logró convertirse en un equipo profesional de esports al competir y ganar en League of Legends en el Circuito Nacional Argentino, aunque en septiembre de ese año dejaron de competir. En 2019 fue presentador del festival Buenos Aires Trap.

### 2020–2023: Reconocimiento y proyectos
En 2020 la comunidad regresó al ámbito profesional con equipos de League of Legends y Counter-Strike: Global Offensive. El mismo año, Coscu fue presentador junto al rapero Dtoke de la edición nacional de Red Bull Batalla de los Gallos de Argentina. En ese mismo año, Coscu entra al top ten de las personas más influyentes del país, dicha clasificación la comparte con personalidades como Alberto Fernández, Cristina Fernández de Kirchner, Mauricio Macri, Lionel Messi, Tini Stoessel, entre otros.
En 2021, junto a la hamburgrueseria Voraz, crean la insta burger, hecha de un medallón 100 % a base de plantas, tomate, provolone, huevo a la plancha y salsa alioli cítrica. En noviembre, Coscu comunica su regreso al competitivo de League of Legends confirmando la participación de la Coscu Army Esports en la máxima competición nacional la Liga Master Flow (LVP) junto a un equipo conformado por Nicolás "Grafo" Graffigna, Federico "Zeko" Cristalino y los uruguayos Santiago "Xypherz" de León y Mateo "Buggax" Aroztegui. En diciembre la Coscu Army Espors tendría su primera participación en la Argentina Game Show en la Mexx Cup la cual se coronaría campeón derrotando en la semifinal a Racing Club Esports 2-0 y en la final a  Undead BK 2-0, llevándose así un premio de $250.000. El 13 de diciembre de la mano de Samsung sube a la cima del Obelisco junto a su amigo y colega Gerónimo "Momo" Benavides haciendo un stream histórico siendo la primera transmisión en twitch en dicho monumento icónico del país, donde además aparecieron saludos de personalidades como Ibai Llanos, Sergio Agüero, Bizarrap y Rodrigo De Paul entre otros.
En 2022, se hizo oficial que el rooster de la Coscu Army Esports que inicialmente iban a competir en LVP en el corriente mes, finalmente lo harán defendiendo los colores de KRÜ, organización que tiene como CEO al futbolista Sergio Agüero.
En septiembre, Coscu y José Montesano estuvieron a cargo de presentar en Argentina las clasificatorias para el Balloon World Cup, cada país seleccionado también tenía un streamer representante que acompañaba en los relatos de los ya mencionados. Por el lado de Argentina Gerónimo "Momo" Benavides, Chile Cristobal "Shelao" Alvarez, Brasil Hernán "Hastad" Klingler, Colombia Luis "WestCol" Villa y México Juan Sebastián Guarnizo. La clasificatorias duraron dos días y los ganadores fueron Lautaro Maqueda (Arg), Gabriela Amaro Salazar (Chi), Claudio Lassance (Bra), Jorge Alba Ortiz (Col) y Luis Gerardo Nocedal (Mex) que viajaran a España en el mes de octubre para representar a su país en el mundial que tendrá como presentador a Ibai Llanos.
En noviembre, presentara un evento en Chile para los amantes del fútbol llamado llamado "El día después" en el Centro de Eventos Universidad Católica que tendrá como protagonistas a leyendas del futbol como Gabriel Batistuta, Alberto Acosta Sergio Vázquez y Ricardo Lunari que darán charlas en las que entregarán una experiencia completamente novedosa y nunca antes vista en el país.

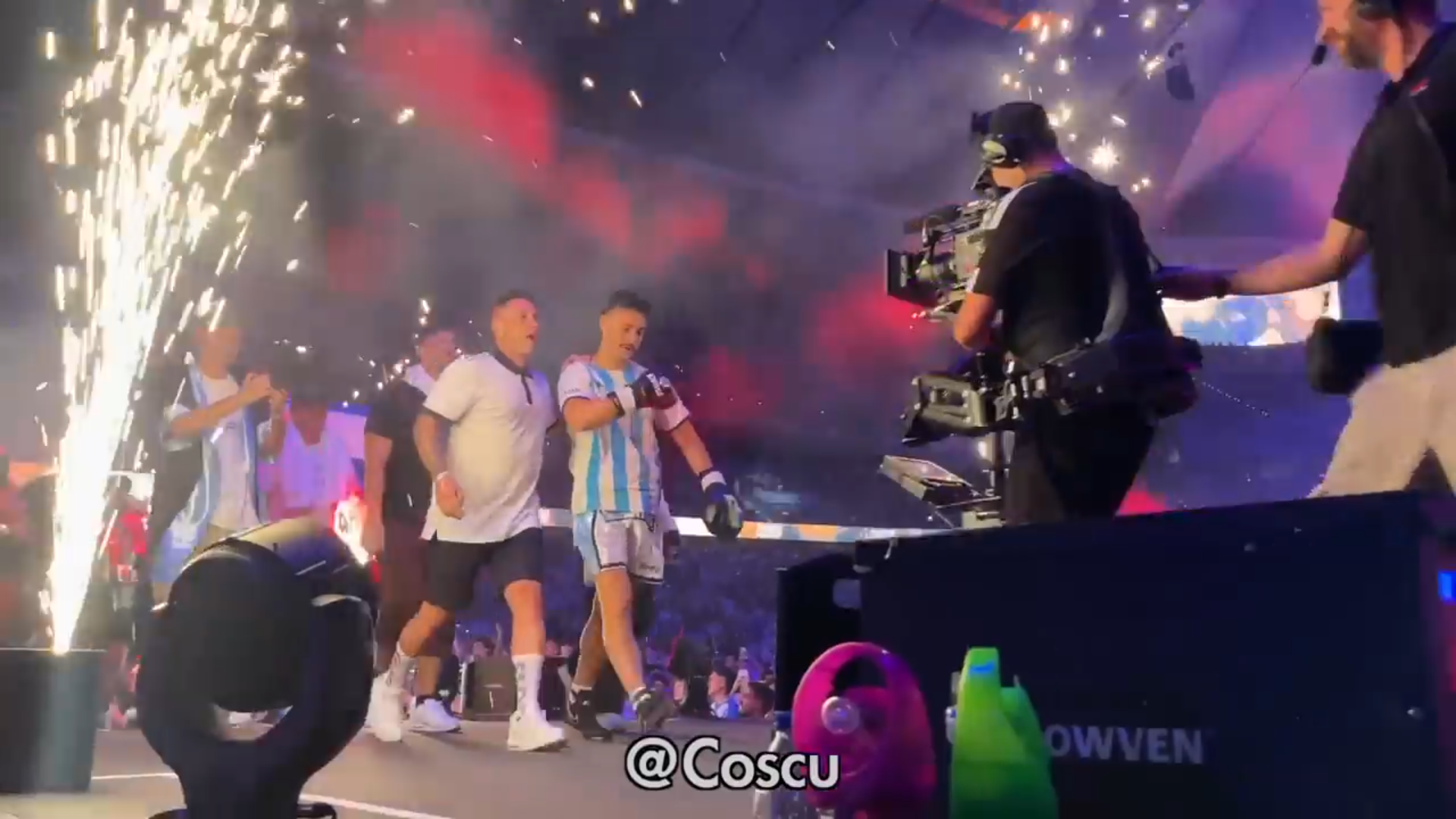
Coscu en La Velada del Año III (2023).

En 2023, se hizo la presentación oficial de La Velada del Año III en donde Coscu fue el main event junto con Germán Garmendia el día 1 de julio en el estadio del Atlético de Madrid. Después de varios asaltos, finalmente Coscu se llevaría el combate por nocaut técnico.
En julio, Coscu había manifestado en sus redes sociales que estaba dispuesto a poner plata de su propio bolsillo para comprarle una plaza a Racing Club, equipo del cual es hincha y donde juega su hermano mayor, en la Liga Argentina de Básquet. 
En octubre firma con Disney, para conducir por primera vez un programa de televisión llamado Generación F una propuesta singular para los amantes del deporte y las nuevas tecnologías transmitido por ESPN, Star+, Youtube y Twitch. Estará acompañado con Morena Beltrán, Sofi Martínez, Esteban Edul, Markitos Navajas y Momo Benavides.

### 2024–presente
En abril de 2024 decidió trasladarse a Kick y dejar atrás una cuenta con casi cuatro millones de seguidores.Su cambio de plataforma incentivo a que varios creadores argentinos siguieran sus pasos como en el caso de Luquitas Rodríguez, Davoo Xeneize, La Cobra, Bananirou, Santutu, Duende, Goncho, Coker, Luken y Rober Galati en busca de mejores condiciones laborales.

## Vida privada
Disalvo es hijo de Néstor Benigno Pérez y Norma Susana Disalvo, ambos médicos hospitalarios. Es hermano del jugador de básquet profesional Pedro Pérez Disalvo. Es un reconocido hincha del Racing Club, con el cual colaboró en numerosas oportunidades. Entre los años 2018 y 2019 estuvo involucrado sentimentalmente con la modelo e influencer chilena Belén Cabezas.
Martin también es sobrino del militante de la Juventud Peronista Pedro Alfredo "Bocha" Disalvo, desaparecido durante el Proceso de Reorganización Nacional, el streamer repudiaría el accionar del terrorismo de Estado llevado a cabo por la dictadura, así mismo apoyaría la lucha de las madres y abuelas de plaza de mayo, haciendo un stream de la memoria para concientizar y hablando en diversas situaciones sobre el tema.
En el año 2021, en medio del revuelo por el destino de la carrera de Lionel Messi, el futbolista hizo una cena privada de despedida en Barcelona e invitó a Coscu, este concurrió a la misma junto a Ibai y Sergio Agüero. Otras celebridades como Sergio Busquets y Jordi Alba, también concurrieron al encuentro. Días después, en la presentación de Messi en el Paris Saint-Germain el futbolista fue entrevistado por Ibai, donde menciona que la invitación a la cena de despedida se debió a que Coscu partía hacia Argentina al día siguiente.
En 2024, el Concejo deliberante declaró a los streamers argentinos Coscu y Gerónimo Benavides como personalidades destacadas de La Plata. El acto tuvo lugar en medio de una sesión especial en el que los nacidos en la capital provincial fueron distinguidos por "su destacada trayectoria como comunicadores y streamers en las redes sociales de mayor repercusión del momento".

## Coscu Army Awards
Los Coscu Army Awards es un evento que premia y homenajea a streamers de la comunidad de Twitch.
En 2018, organizó el primer evento de la Coscu Army Awards en la Escuela Da Vinci, y fue transmitido por Twitch. El evento alcanzó un pico de 40 mil espectadores, superando al streamer más popular de la plataforma en el mundo en esa época, Ninja. El premio al streamer del año fue para Francisco "Frankkaster" Postiglione.
En 2019, se realizó la segunda edición en el Estadio Obras Sanitarias de CABA, contó con un pico de casi 100 mil espectadores. En esta oprtunidad el premio al streamer del año se lo llevó Nicolás "Grafo" Graffigna.
En 2020, se organizó la tercera edición en el Estadio Obras Sanitarias, superó los 425 mil espectadores y se convirtió en la transmisión más vista de la plataforma en Latinoamérica, y los streamers le otorgaron a Coscu el reconocimiento de "Streamer Leyenda". En una noche llena de emociones culminó con la premiación a Galo "Pimpeano" Blasco como streamer del año.
En 2021, se realizó la cuarta edición en el Hotel Hilton, contó con un pico de 367 mil espectadores. En esta oprtunidad el premio al streamer del año se lo llevó Gerónimo "Momo" Benavides, y además homenajearon a Frankkaster, Grafo y Pimpeano ganadores en años anteriores con un anillo de oro como obsequio.
En 2022, se realizó la quinta edición en un lugar histórico como el Teatro Colón, además Coscu no estará solo en la conducción del evento sino que estará acompañado de su amigo Momo. Contó con un pico de 203 mil espectadores y tuvo como streamer del año a Ivan "Spreen" Buhajeruk que además del picante mayor se llevó su anillo de oro.
En 2023, se realizó la sexta edición en el mítico estadio Luna Park, un día lleno de emociones y homenajes a diferentes creadores de contenidos, finalizando con la entrega del premio mayor a David "Davoo" Quint como el streamer del año.

## Presentador
| Año       | Evento                              | Lugar |
| --------- | ----------------------------------- | --- |
| 2016      | El Quinto Escalón (Jurado)          | Parque Rivadavia |
| 2017      | Segundo Asalto MVD                  | Montevideo Music Box |
| 2018-2023 | Coscu Army Awards                   | Escuela Da Vinci (1° edición) Estadio Obras Sanitarias (2° y 3° edición) Hotel Hilton (4° edición) Teatro Colón (5° edición) Luna Park (6° edición) |
| 2019      | Buenos Aires Trap                   | Hipódromo de Palermo |
| 2020      | Red Bull Batalla de los Gallos      | Estudios de la TV Pública |
| 2022      | Balloon World Cup (Clasificatorias) | Parque de la Estación |
| 2022      | El Día Después                      | Centro de Eventos Universidad Católica |
| 2023      | Generación F                        | ESPN, Star+, Youtube, Twitch |

## Discografía

### Sencillos
| Título                      | Artistas                         | Año  | Discográfica          |
| --------------------------- | -------------------------------- | ---- | --------------------- |
| «Loco por ti»               | Looking Up, Julián Serrano       | 2016 | Artista independiente |
| «Nada de nada (Remix)»      | DirtyK, Coscu                    | 2018 | Artista independiente |
| «Perdóname (Remix)»         | FMK, Ale Zurita, Coscu, Bizarrap | 2018 | Sony Music Argentina  |
| «Alguien de más»            | Looking Up                       | 2018 | R Music               |
| «Vuelve (versión de Beret)» | Coscu                            | 2018 | Artista independiente |
| «My Own (Remix)»            | KYOTTO, Coscu, Bizarrap          | 2019 | Artista independiente |
| «Calle 2 (Remix)»           | FMK, MYA, Coscu                  | 2019 | Sony Music Argentina  |
| «No lo sé»                  | Klave, Coscu                     | 2019 | Artista independiente |

### BUFFONES FC (Equipo de Coscu EA sports).
- 2025: Tonnis (streamer revelación).
- 2025: Enzitox (Capitan de los BFC).
- 2025: Franchala (El peor defensa de la historia).
- 2025: Pepe Reyna (El peor 9 de la historia).
- 2025: Zhethinha (Calesita).
- 2025: Junior (El bot).
- 2025: La Makina (Quitatela).

## Videografía
| Título                     | Artistas                    | Año  | Discográfica                    |
| -------------------------- | --------------------------- | ---- | ------------------------------- |
| «El rap del Demente»       | Agustín de la O             | 2018 | Artista independiente           |
| «Vuelta a la luna (Remix)» | YSY A, Duki, Neo Pistea     | 2018 | Artista independiente           |
| «Fornai»                   | Duki, Orodembow             | 2020 | DALE PLAY Records / SSJ Records |
| «Házmelo»                  | Tiago PZK                   | 2021 | Mad Move Records / Warner Music |
| «Como + Nadie»             | MYA, Lit Killah, Rusherking | 2021 | Sony Music Argentina            |
| «Feel Me??»                | Trueno                      | 2021 | NEUEN                           |

## Premios y nominaciones
| Año  | Premio                       | Categoría              | Resultado | Ref    |
| ---- | ---------------------------- | ---------------------- | --------- | ------ |
| 2016 | Premios Player One           | Mejor contenido gaming | Ganador   | [ 72 ] |
| 2017 | Premios LocalStrike          | Mejor streamer         | Ganador   | [ 73 ] |
| 2018 | Premios LocalStrike          | Mejor streamer         | Ganador   | [ 74 ] |
| 2018 | Premio Martin Fierro Digital | Mejor contenido gamer  | Nominado  | [ 75 ] |
| 2019 | MTV Millennial Awards        | Streamer del año       | Nominado  | [ 76 ] |
| 2020 | Coscu Army Awards            | Streamer Leyenda       | Ganador   | [ 77 ] |
| 2021 | MTV Millennial Awards        | Streamer del año       | Nominado  | [ 78 ] |
| 2021 | Premios Filo                 | Mejor Caja Negra       | Ganador   | [ 79 ] |
| 2022 | Premios Esland               | Bailoteo del año       | Nominado  | [ 80 ] |
| 2023 | Premios Crack                | Bonus Crack del año    | Ganador   | [ 81 ] |